# Русанович, Николай Григорьевич
Николай Григорьевич Русанович — советский конструктор вертолётов, лауреат Ленинской премии.
Родился в 1906 году в г  Оренбурге (тогда г.  Чкалов). 
С конца 1920-х гг. работал в Отделе особых конструкций (ООК) Экспериментально-аэродинамического отдела ЦАГИ, затем в вертолётном отделе. Сотрудничал с Камовым, с сер. 1940-х гг. — с Милем.
В 1946—1948 гг. участник создания вертолёта Ка-8 (проектировал колонку несущих винтов).
С 1951 по 1968 г. заместитель Миля — зам. главного конструктора ОКБ завода № 329 (в 1967 г. завод № 329 переименован в МВЗ, с 1970 г., после смерти Миля — МВЗ им. М. Л. Миля).
Сочинения: 
- Русанович Н. Г., Серман А. Х. Вертолет Ми-10 с турбовинтовыми двигателями Д-25В М.: Машиностроение, 1968. — 70 с.
- Материалы по проектированию муфт включения винтокрылых аппаратов. Русанович Н.Г. Издательство: Бюро новой техники Год издания: 1947

20 июня 1946 гг. - награжден медалью «За доблестный труд в Великой Отечественной Войне 1941-1945 гг.»
В 1948 г. - награжден медалью «В память 800-летия г. Москвы»
В 1957 г. - награжден орденом «Трудовое Красное Знамя»
22 апреля 1958 г. - присуждена Ленинская премия — «за работы в области вертолетостроения»: за создание одновинтовых вертолётов Ми-1 и Ми-4. 
В июне 1966 г. - награжден Золотой медалью «За успехи в народном хозяйстве СССР»
В 1966 г. - награжден орденом «Знак Почета»
В 1966 г. На ВДНХ - награжден золотой медалью «За разработку и внедрение новой техники»